# Marcă din Danzig

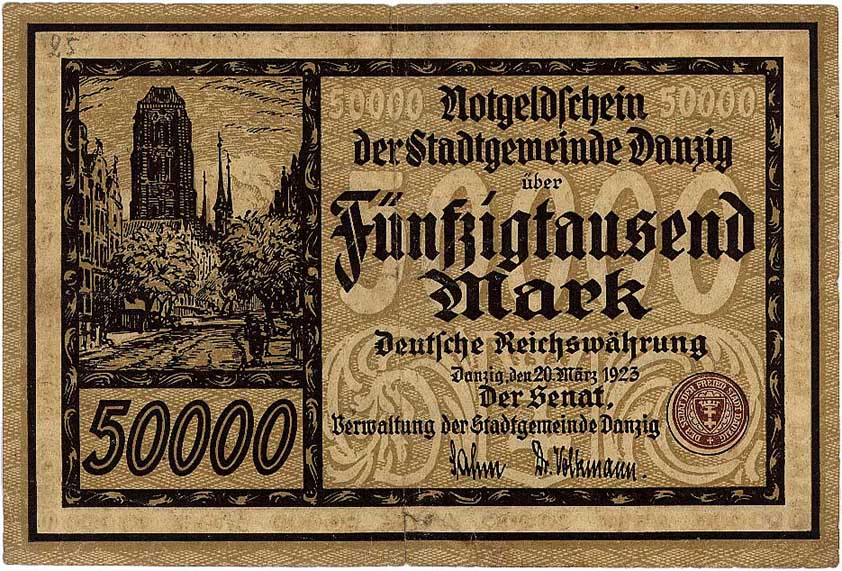
Bancnotă cu valoare nominală de 50.000 de mărci din Danzig, din 1923

Marca din Danzig era moneda folosită de Orașul Liber Danzig în perioada 1922—1923, când a fost substituită de guldenul din Danzig. Avea aceeași valoare cu Papiermark.

## Istorie
Bancnotele au fost emise de Germania în timpul Primului Război Mondial pentru a compensa lipsa de monede; din cauza hiperinflației au fost emise cupiuri cu valori tot mai mari. În 1922 bancnotele au fost emise de Senatul Danzigului.
În 1923 Danzigul și-a introdus în circulație propria monedă, guldenul din Danzig. Marca germană și marca din Danzig au fost retrase din circulație.